# جاده ئی۷۷۳ اروپا
جاده ئی۷۷۳ اروپا (به انگلیسی: European route E773) یکی از جاده‌های درجه ۲ قاره اروپا است.
این جاده که در کشور بلغارستان قرار دارد از شهر پوپویسا شروع شده و در شهر بورگاس به پایان می‌رسد.